# Epsilon Serpentis
Epsilon Serpentis (ε Serpentis, förkortat Epsilon Ser, ε Ser) som är stjärnans Bayerbeteckning, är en ensam stjärna belägen i den östra delen av stjärnbilden Ormen i den del av stjärnbilden som representerar ormens huvud (Serpens Caput). Den har en skenbar magnitud på 3,69 och är synlig för blotta ögat. Baserat på parallaxmätning inom Hipparcosuppdraget på ca 46,3 mas, beräknas den befinna sig på ett avstånd på ca 70 ljusår (ca 22 parsek) från solen. Den rör sig i närmare solen med en radiell hastighet på -9 km/s.

## Nomenklatur
Epsilon Serpentis ingick i den arabiska asterismen al-Nasaq al- Yamānī, "Den södra linjen" av al-Nasaqān "De två linjerna" tillsammans med α Ser (Unukalhai), δ Ser, δ Oph (Yed Prior), ε Oph (Yed Posterior), ζ Oph och Y Oph.
Enligt stjärnkatalogen i Technical Memorandum 33-507 - A Reduced Star Catalog Containing 537 Named Stars, var al-Nasaq al- Yamānī  eller Nasak Yamani  titeln för två stjärnor:  δ Ser som Nasak Yamani I,  ε Ser som Nasak Yamani II, (utesluter a Ser, 5 Oph, E Oph, S Oph och Y Oph).

## Egenskaper
Epsilon Serpentis är en blå till vit stjärna i huvudserien av spektralklass kA2hA5mA7 V. Den är en Am-stjärna och klassificeringen anger att spektret visar kalcium K-linjen för en stjärna av typ A2, vätelinjerna för en stjärna av typ A5 och metallinjer för en stjärna av typ A7. Den har en massa som är 80 procent större än solens massa, en radie som är ca 1,8 gånger större än solens och utsänder från dess fotosfär ca 12 gånger mera energi än solen vid en effektiv temperatur på ca 7 900 K. Baserat på dess massa kan den ha en konvektionszon i dess kärna.
Epsilon Serpentis antas ha ett överskott på infraröd strålning med en våglängd av 25 μm, vilket tyder på förekomst av en omgivande stoftskiva med en temperatur på 250 ± 70 K i en bana omkring 4,2 AE från värdstjärnan. Stjärnan har undersökts med avseende på närvaro av ett magnetfält, men den detekterade nivån var inte statistiskt signifikant.